# Verschleiertes Bauernmädchen

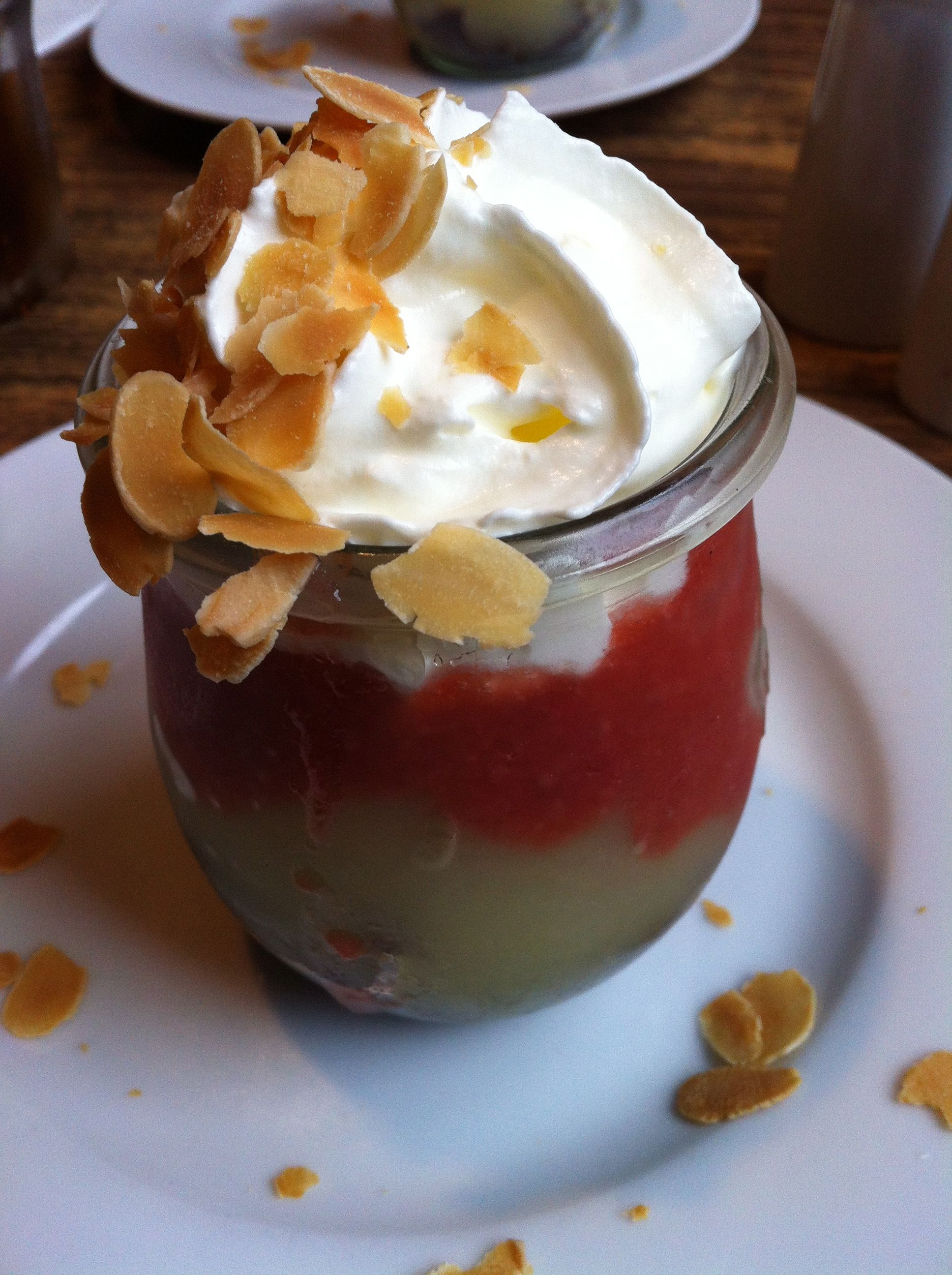
Verschleiertes Bauernmädchen in der Variation der Oberhafenkantine in Hamburg

Das Verschleierte Bauernmädchen (dänisch bondepige med slør; niederdeutsch Buerndeern mit Sleier) ist ein traditionelles Holsteiner Dessert, das in verschiedenen Variationen auch besonders in Dänemark und Friesland verbreitet ist. Die Zutaten werden dabei geschichtet meist in einem Glas angerichtet und mit einer Sahnehaube garniert.
Grundbestandteil des Desserts können je nach Rezeptvariante zerkrümeltes Vollkornbrot, Pumpernickel oder Haferflocken sein, die in einer Pfanne mit Butter und Zucker karamellisiert werden. Nach dem Abkühlen der Brotkrumen oder Haferflocken werden sie in ein Glas gefüllt und mit Apfelmus und glattgerührter Himbeermarmelade oder Preiselbeergelee überschichtet. Den Abschluss bildet steifgeschlagene Schlagsahne, die entweder mit Brot- oder Schokoladenstreusel, mit Marmelade bzw. Gelee oder Himbeerfrüchten angerichtet wird. Gelegentlich werden auch gehobelte Mandeln zur Verzierung verwendet.
Ein ähnliches Gericht ist die in der westfälischen Küche verbreitete Westfälische Götterspeise.